# Lancer du poids féminin aux Jeux olympiques d'été de 1972
Navigation
Mexico 1968 Montréal 1976
L'épreuve du lancer du poids féminin aux Jeux olympiques de 1972 s'est déroulée les 4 et 7 septembre 1972 au Stade olympique de Munich, en République fédérale d'Allemagne. Elle est remportée par la Soviétique Nadezhda Chizhova qui établit un nouveau record du monde avec 21,03 m.

## Résultats

### Finale
| Rang               | Athlète            | Pays               | Marque     | Essais | Essais | Essais | Essais | Essais | Essais |
| Rang               | Athlète            | Pays               | Marque     | 1      | 2      | 3      | 4      | 5      | 6      |
| ------------------ | ------------------ | ------------------ | ---------- | ------ | ------ | ------ | ------ | ------ | ------ |
| Médaille d'or      | Nadezhda Chizhova  | Union soviétique   | 21.03 (WR) | 21.03  | 20.36  | 20.58  | 19.97  | x      | x      |
| Médaille d'argent  | Margitta Gummel    | Allemagne de l'Est | 20.22      | 18.46  | 18.83  | 19.55  | 20.22  | 19.53  | x      |
| Médaille de bronze | Ivanka Khristova   | Bulgarie           | 19.35      | 19.35  | x      | 19.22  | x      | 18.82  | 18.95  |
| 4                  | Esfir Dolzhenko    | Union soviétique   | 19.24      | 18.43  | 19.24  | x      | 18.74  | x      | x      |
| 5                  | Marianne Adam      | Allemagne de l'Est | 18.94      | 18.75  | x      | 18.58  | 18.94  | 18.91  | 18.71  |
| 6                  | Marita Lange       | Allemagne de l'Est | 18.85      | x      | 18.46  | 18.29  | 18.85  | 18.38  | 18.71  |
| 7                  | Helena Fibingerová | Tchécoslovaquie    | 18.81      | 18.62  | x      | x      | 18.59  | 18.81  | x      |
| 8                  | Elena Stoyanova    | Bulgarie           | 18.34      | 18.24  | 17.75  | 18.34  | x      | 17.55  | x      |
| 9                  | Antonina Ivanova   | Union soviétique   | 18.28      | 18.28  | 17.99  | 17.98  |        |        |        |
| 10                 | Ludwika Chewińska  | Pologne            | 18.24      | 17.71  | 18.24  | 17.73  |        |        |        |
| 11                 | Judit Bognár       | Hongrie            | 18.23      | 17.93  | 17.97  | 18.23  |        |        |        |
| 12                 | Radostina Vasekova | Bulgarie           | 17.86      | 17.86  | 17.48  | 17.52  |        |        |        |
| 13                 | Valentina Cioltan  | Roumanie           | 16.62      | 16.37  | 16.62  | x      |        |        |        |

## Légende
Records et Performances
- AR : Record continental (area record)
- CR : Record des championnats (championship record)
- MR : Record du meeting (meet record)
- NR : Record national (national record)
- OR : Record olympique (olympic record)
- PR : Record paralympique (paralympic record)
- PB : Record personnel (personal best)
- SB : Meilleure performance personnelle de la saison (season's best)
- WL : Meilleure performance mondiale de l'année (world leader)
- WJR : Record du monde junior (world junior record)
- WR : Record du monde (world record)

Circonstances et Conditions
- DNF : N'a pas terminé (did not finish)
- DNS : N'a pas pris le départ (did not start)
- DQ : Disqualification (disqualification)
- NM : Aucun essai valable enregistré (No Mark)
- Q : Qualifié « directement » au prochain tour (ou à la prochaine compétition), lors d'une compétition majeure, grâce au classement ou à la réalisation des minima (automatic qualifier)
- q : Qualifié au prochain tour (ou à la prochaine compétition), lors d'une compétition majeure, grâce au repêchage ou à la réalisation de l'une des meilleures performances parmi celles des « non qualifiés directement » (grâce au meilleur temps ou à la meilleure distance par exemple) (secondary qualifier)